# جانگ هه جین
جانگ هه جین (کره‌ای: 장혜진؛ زادهٔ ۵ سپتامبر ۱۹۷۵) بازیگر اهل کره جنوبی است. او در سطح بین‌المللی به خاطر ایفای نقش کیم چونگ سوک در فیلم برندهٔ جایزهٔ اسکار، انگل، شناخته می‌شود.